# Gagea bulbifera
Gagea bulbifera là một loài thực vật có hoa trong họ Liliaceae. Loài này được (Pall.) Salisb. miêu tả khoa học đầu tiên năm 1806.